# Strobilanthes cognata
Strobilanthes cognata är en akantusväxtart som beskrevs av Raymond Benoist. Strobilanthes cognata ingår i släktet Strobilanthes och familjen akantusväxter. Inga underarter finns listade i Catalogue of Life.